# Steradian
Steradian (oznaka sr) je v mednarodnem sistemu enot (SI) izpeljana enota SI za prostorski kot, ki ima vrh v središču krogle, na površini pa mu pripada ploščina kvadrata, ki ima stranico enako polmeru krogle. To pomeni, da je na površini krogle izrezana površina r2 (na sliki je ta površina prikazana kot rdeč krog). 
Ime je sestavljeno iz grške besede "stereos" (prostor) in latinske besede "radius" (žarek).
Steradian je v trirazsežnem prostoru ekvivalentna enota radianu v ravnini.

## Radian in steradian
V ravnini je kot 1 rd (radian) določen z lokom, ki ima enako dolžino kot je polmer kroga. 
{\displaystyle \varphi ={\frac {l}{r}}\,}
kjer je
l dolžina loka
r polmer kroga
Steradian pa je na podoben način definiran v trirazsežnem prostoru:
{\displaystyle \Omega ={\frac {S}{r^{2}}}\,}
kjer je
S površina na krogli
r polmer krogle
Če vstavimo v zgornji obrazec enote, dobimo 1 sr = m2 · m−2 = 1, Iz tega vidimo, da je steradian brezdimenzionalna količina. Lahko ga imenujemo tudi kvadratni radian. 

Celotni krogli pripada prostorski kot 4π sr (steradianov), polnemu krogu pa ravninski kot 2π rad (radianov).

## Pretvarjanje v druge enote
Prostorski kot se lahko meri tudi v kotnih kvadratnih stopinjah, kvadratnih minutah in kvadratnih sekundah. 
Načini pretvarjanja med temi enotami so podani v naslednji tabeli:
|                        | Steradian (sr)                      | Kvadratna stopinja (°)²      | Kvadratna minuta (')²          | Kvadratna sekunda (")²             | Polni kot                                        |
| 1 steradian =          | 1                                   | (180/π)² ≈ 3282,806          | (180×60/π)² ≈ 1,1818103×107    | (180×60×60/π)² ≈ 4,254517×1010     | 1/4π ≈ 0,07957747 polnega kota                   |
| 1 kvadratna stopinja = | (π/180)² ≈ 3,0461742×10−4           | 1                            | 60² = 3600                     | (60×60)² = 12 960 000              | π/(2×180)² ≈ 2,424068×10−5 polnega kota          |
| 1 kvadratna minuta =   | (π/(180×60))² ≈ 8,461595×10−8       | 1/60² ≈ 2,7777778×10−4       | 1                              | 60² = 3600                         | π/(2×180×60)² ≈ 6,73352335×10−9 polnega kota     |
| 1 kvadratna sekunda =  | (π/(180×60×60))² ≈ 2,35044305×10−11 | 1/(60×60)² ≈ 7,71604938×10−8 | 1/60² ≈ 2,7777778×10−4         | 1                                  | π/(2×180×60×60)² ≈ 1,87042315×10−12 polnega kota |
| polni kot =            | 4π ≈ 12,5663706                     | (2×180)²/π ≈ 41252,96125     | (2×180×60)²/π ≈ 1,48511066×108 | (2×180×60×60)²/π ≈ 5,34638378×1011 | 1                                                |